# قوقالياوية
القوقالياوية (الاسم العلمي: Caucalideae) هي قبيلة من النباتات تتبع فصيلة الخيمية من الرتبة الخيميات.

## أجناس القوقالياوية
- القوقال (الاسم العلمي:قوقال)
- الجزر (الاسم العلمي:Daucus)
- الجزر النجمي (الاسم العلمي:Astrodaucus)
- القُمَيْلَة أو الجَزَر الشيطاني (الاسم العلمي:Torilis)
- الأورلايا (الاسم العلمي:Orlaya)
- الكمون